# 레이언스
레이언스(Rayence Co., Ltd.)는 대한민국의 기업이다. 본사는 경기도 화성시 삼성1로1길 14 (석우동)에 위치해 있으며 대표이사는 서재정이다.
두산중공업의 AI 비파괴검사 솔루션과 레이언스의 디지털 엑스레이 디텍터 솔루션을 활용하여 산업용 비파괴검사 분야에서 협력하기로 한 MOU를 체결했다.
3D 디텍터를 개발하고, ISSCC 2023에서 이를 발표하였다

## 역사
2011년 5월 2일 바텍의 DR 사업본부가 물적분할하여 설립되었다.

## 상장
2016년 4월 11일 공모가 25,000원에 상장하였다.

## 참고 문헌
1. ↑  “레이언스, 올해 성장 이어져…목표가↑”-유진, 아이투자, 2023.02/16
2. ↑  레이언스, 두산중공업과 ‘비파괴검사 분야 사업’ MOU, 보사, 2022.01.27
3. ↑  레이언스, SPAD 기술 적용한 차세대 디텍터 기술 세계 최초로 선보여, 덴탈아리랑, 2023.02.23